# Bridge (Blues Traveler)
Bridge è il sesto album in studio del gruppo musicale statunitense Blues Traveler, pubblicato nel 2001.
L'album è il primo dei Blues Traveller dopo la morte del bassista Bobby Sheehan nel 1999. Originariamente era intitolato Bridge Out of Brooklyn.

## Tracce
1. Back In the Day – 4:01
2. Girl Inside My Head – 3:36
3. Rage – 6:07
4. Just For Me – 3:04
5. You Reach Me – 4:27
6. All Hands – 5:06
7. Pretty Angry (for J. Sheehan) – 6:59
8. The Way – 4:38
9. You Lost Me There – 4:09
10. Sadly A Fiction – 4:16
11. You're Burning Me – 2:44
12. Decision of the Skies – 4:27